# Иуха
Иуха или Хаиу — древнеегипетский фараон додинастического периода, правивший Нижним Египтом в конце 4-го тысячелетия до н. э. и условно относящийся к нулевой династии.
Он известен только из Палермского камня, до сих пор нет ни одного другого свидетельства о его личности. Смысл его имени неизвестен.